# Sorel, Somme
Sorel är en kommun i departementet Somme i regionen Hauts-de-France i norra Frankrike. Kommunen ligger i kantonen Roisel som tillhör arrondissementet Péronne. År 2022 hade Sorel 162 invånare.

## Befolkningsutveckling
Antalet invånare i kommunen Sorel
| Referens: INSEE |